# Valentzas
La famiglia Valentzas è stata un'organizzazione criminale affiliata alla mafia greca operante nel Queens e Brooklyn di New York e, in minor misura, anche in Grecia. Ha dominato il gioco d'azzardo illecito a New York dal 1980 fino al 1990, quando furono indeboliti dalla rivale mafia albanese e dalle forze dell'ordine. È stata una stretta alleata della famiglia Lucchese.

## Storia

### Origini
La famiglia nasce in Grecia negli anni '50, ma dopo alcuni anni emigra a New York, stabilendosi nel quartiere di Astoria, Queens. Inizialmente è conosciuta con il nome del boss, Peter "Pete il Greco" Kourakos. Si sviluppò subito nella comunità greca del Queens tramite l'estorsione e l'usura.

### Anni del potere ed asse italo/ellenico
Nel 1980, l'organizzazione viene rilevata da Spyredon "Spiros" Velentzas, che stringe contatti importanti con la famiglia Lucchese e con il loro boss, Anthony Corallo, che assieme a Velantzas ed i suoi 30 uomini, inizia a prendere il controllo del gioco d'azzardo cittadino, in cui è la più attiva delle altre Cinque famiglie. I casinò segreti erano gestiti dai greci, che tuttavia pagavano una percentuale ai Lucchese, che fornivano sostegno economico e protezione dalle altre organizzazioni.
Le altre famiglie e la maggior parte delle organizzazioni criminali di New York consideravano la mafia greca come innocua, e le permettevano di gestire i suoi affari indisturbata, rendendo conto solo alla famiglia Lucchese. Sotto Valentzas, la famiglia conquistò altri quartieri del Queens, in cui la mafia italo-americana è scarsamente presente, e le zone confinanti di Brooklyn.
Queste espansioni allarmarono sia le autorità che l'Organizzazione Rudaj, affiliata alla mafia albanese, che iniziò una breve guerra contro i greci, che persero molti agganci nel settore del gioco d'azzardo. La mafia albanese è tuttavia stata annientata nel 2004 dalle autorità. Fu il primo caso americano in cui le autorità da sole, senza fattori esterni, distruggevano un'organizzazione criminale, seppur di basso livello.

### Arresti del '92 e situazione attuale
Nel 20 giugno 1992, Valantzas venne riconosciuto colpevole di omicidio, usura, gioco d'azzardo illecito e frode fiscale. Assieme a Valantzas furono arrestati i suoi luogotenenti principali, Peter Drakoulis e l'italo-greco Michael Grillo. Valantzas è stato condannato a 20 anni, anche se le forze dell'ordine speravano anche in un'incriminazione per l'omicidio di un rivale, commissionato dal boss della famiglia Lucchese Vittorio Amuso.
Fu infatti successivamente riconosciuto colpevole dell'omicidio di Sarecho "Sammy l'Arabo" Nalo, per cui è stato condannato all'ergastolo. Attualmente, a 75 anni, si trova ancora in prigione.